# Problem desek Tarskiego
Problem desek Tarskiego (ang. Tarski's plank problem) – problem geometrii wypukłej, sformułowany przez Alfreda Tarskiego w 1932 r. Zagadnienie dotyczy tego, czy {\displaystyle n}-wymiarowy zbiór wypukły w przestrzeni euklidesowej może zostać pokryty "deskami", tzn. przestrzeniami między dwiema hiperpłaszczyznami w taki sposób, że łączna suma szerokości desek (odległości między hiperpłaszczyznami) jest mniejsza od szerokości zbioru pokrytego.
Problem został rozwiązany przez Thøgera Banga w pracach z 1950 i 1951 r.. Jednocześnie w pracy z 1951 r. Bang zaproponował uogólnienie problemu, które do dziś pozostaje nierozwiązane, a którego szczególny przypadek udowodnił Keith Ball w 1991 r..

## Sformułowanie

Problem Tarskiego w przestrzeni wymiaru 2

Rozważmy zbiór wypukły {\displaystyle C\subset \mathbb {R} ^{d}} w przestrzeni euklidesowej {\displaystyle \mathbb {R} ^{d}}. Dla hiperpłaszczyzny {\displaystyle H}, tzn. podprzestrzeń afiniczną przestrzeni {\displaystyle \mathbb {R} ^{d}} wymiaru {\displaystyle d-1}. Przez {\displaystyle w(C,H)} będziemy oznaczać szerokość {\displaystyle C} w kierunku {\displaystyle H}, tzn. odległość między dwiema hiperpłaszczyznami równoległymi do {\displaystyle H} podpierającymi {\displaystyle C}. Przez szerokość {\displaystyle C} będziemy mieć na myśli
{\displaystyle w(C)=\inf _{H}w(C,H)}.
Deską w przestrzeni {\displaystyle \mathbb {R} ^{d}} będziemy nazywać zbiór {\displaystyle P} punktów pomiędzy dwiema hiperpłaszczyznami, które nazywamy hiperpłaszczyznami brzegowymi deski {\displaystyle P}. Szerokość deski będziemy oznaczać {\displaystyle w(P)} i będzie ona wynosić odległość między hiperpłaszczyznami brzegowymi {\displaystyle P}. Ponadto powiemy, że deski {\displaystyle P_{1},P_{2},\ldots ,P_{n}} pokrywają {\displaystyle C}, jeśli
{\displaystyle C\subseteq \bigcup _{i=1}^{n}P_{i}}.
Sformułowanie problemu Tarskiego jest następujące. Jeśli ciało wypukłe {\displaystyle C\subset \mathbb {R} ^{d}} jest pokryte przez deski {\displaystyle P_{1},P_{2},\ldots ,P_{n}}, to
{\displaystyle \sum _{i=1}^{n}w(P_{i})\geqslant w(C)}.
Innymi słowy, suma szerokości desek musi wynosić co najmniej tyle, co szerokość {\displaystyle C}.

## Uogólnienie Banga
Thøger Bang uogólnił zagadnienie do postaci niezmiennej przy działaniu przekształceń afinicznych. Dla deski {\displaystyle P} o hiperpłaszczyźnie brzegowej {\displaystyle H} przez {\displaystyle w_{rel}(P)} będziemy oznaczać jej szerokość względną (ang. relative width) daną przez
{\displaystyle w_{rel}(P)={\frac {w(P)}{w(C,H)}}}.
Bang postawił hipotezę, że jeśli ciało wypukłe {\displaystyle C\subset \mathbb {R} ^{d}} jest pokryte przez deski {\displaystyle P_{1},P_{2},\ldots ,P_{n}}, to suma ich szerokości względnych jest większa lub równa 1,
{\displaystyle \sum _{i=1}^{n}w_{rel}(P_{i})\geqslant 1}.
Keith Ball w pracy z 1991 r. udowodnił prawdziwość tej hipotezy dla zbiorów wypukłych środkowo symetrycznych, tzn. takich, że istnieje punkt {\displaystyle c\in \mathbb {R} ^{d}} taki, że {\displaystyle c+x\in C} wtedy i tylko wtedy, gdy {\displaystyle c-x\in C}. W swoim rozwiązaniu korzystał z faktu, że dla każdego takiego zbioru {\displaystyle C} można utworzyć przestrzeń Banacha {\displaystyle X}, w której {\displaystyle C} jest kulą jednostkową w normie Minkowskiego. Dla zbiorów niebędących środkowo symetrycznymi, problem wciąż pozostaje otwarty.

## Popularyzacja
8 listopada 2024 r. Grant Sanderson udostępnił na swoim kanale 3Blue1Brown w serwisie YouTube film ilustrujący problem w przypadku przestrzeni dwuwymiarowej.